# Sukhoi Su-75 Checkmate
Sukhoi Su-75 Checkmate (tiếng Nga: Сухой Су-75), cũng được gọi là LTA hay LTS (viết tắt từ tiếng Anh: Light Tactical Aircraft và tiếng Nga: Легкого Тактического Самолета (ЛТС), đã Latinh hoá: Legkogo Takticheskogo Samoleta; n.đ. 'Khí cụ bay Chiến thuật hạng nhẹ'), là một dòng máy bay tiêm kích tàng hình thế hệ thứ năm một động cơ đang được Sukhoi phát triển cho Lực lượng Hàng không Vũ trụ Nga và xuất khẩu. Phòng thiết kế Sukhoi cũng định danh chiếc máy bay này là T-75 với số đuôi RF-0075.

## Phát triển
Một chiếc nguyên mẫu đã được công bố tại triển lãm hàng không MAKS 2021 với sự tham dự của Tổng thống Nga Vladimir Putin. Chuyến bay đầu tiên của Checkmate dự kiến vào năm 2023 và lên kế hoạch đưa vào phục vụ năm 2026-2027. Checkmate được thiết kế để có giá bán rẻ, chủ yếu dành cho xuất khẩu sang các nước vốn quen với hệ thống vũ khí cơ sở hạ tầng của Nga như Việt Nam, Lào, Ấn Độ và một số nước Trung Đông khác, và có thể cạnh tranh trực tiếp với các máy bay Lockheed Martin F-35 Lightning II của Mỹ và Shenyang J-31 của Trung Quốc cùng loại hạng nhẹ đến trung bình. Số lượng sản xuất dự kiến là 300 chiếc trong vòng 15 năm.
Su-75 của Nga đã được công khai tại triển lãm hàng không quốc tế MAKS-2021 nhưng đây chỉ là mô hình, được làm theo tỷ lệ 1:1.
Theo giám đốc điều hành của Rostec là Sergey Chemezov, máy bay phản lực chiến đấu LTS 'Checkmate' dự kiến có giá 25-30 triệu đô la Mỹ mỗi chiếc.

## Đặc điểm kỹ thuật

### Tổng quan
Su-75 có cửa hút không khí không phân nhánh, đuôi hình chữ V và các khoang chứa vũ khí bên trong thân máy bay — tất cả các đặc điểm này nhằm mục đích làm giảm khả năng phản xạ tín hiệu radar của đối phương. Đôi cánh rộng lớn của nó ngụ ý rằng Sukhoi đã thiết kế máy bay chiến đấu để bay ở độ cao lớn - 12.000 m hoặc cao hơn.
Cửa hút không khí ở góc bụng, bao quanh phần mũi dưới, thiết kế này giống với ý tưởng thiết kế cửa hút không khí siêu âm không phân nhánh (DSI) được giới thiệu lần đầu tiên trên máy bay Boeing X-32. và vì thế, có một số ý kiến cho rằng Su-75 là một mẫu máy bay sao chép thiết kế từ chiếc Boeing X-32, F-22 Raptor hay F-35 Lightning II của Mỹ. Một cửa hút không khí siêu âm không phân nhánh (DSI) là đơn giản về mặt cơ học; DSI có thể giảm chi phí so với các thiết kế cửa hút khí phức tạp hơn như McDonnell Douglas F-15 Eagle và Sukhoi Su-27. Thay vì các bộ ổn định ngang và dọc riêng biệt với các bánh lái và thang máy chuyển động, tiêm kích Su-75 có "bánh lái" giống với Northrop YF-23. Bánh lái đuôi hình chữ V yêu cầu hệ thống điều khiển bay phức tạp do Sukhoi phát triển vì tính năng này không tồn tại trên các máy bay chiến đấu Su-35 và Su-57.
Theo các nhà thiết kế máy bay phản lực, Checkmate được thiết kế để bay với tầm bay lên tới 3.000 km (1.864 dặm), tải trọng lên tới 7.400 kg (16.314 lb), và đạt tốc độ lên đến Mach 1.8-2. Máy bay cũng sẽ có khoang vũ khí bên trong thân với 5 tên lửa và một khẩu pháo tự động.

### Động cơ
Kiểu động cơ dường như là động cơ NPO Saturn Izdeliye 30 hiện đang trong giai đoạn thử nghiệm, động cơ này cũng sẽ được sử dụng cho biến thể Su-57M của Sukhoi Su-57. Izdeliye 30 được thiết kế để có trọng lượng riêng thấp hơn 30% so với người tiền nhiệm là AL-41F1S được trang bị trên Su-35S, và hiệu quả hơn tới 18%, với lực đẩy ước tính là 107,9 kN (24.300 lbf) khô và 171,7 kN (38.600 lbf) ở bộ đốt sau, và có khả năng bay với tốc độ hành trình siêu âm Mach 1,8. Sau khi được sản xuất hàng loạt, động cơ Izdeliye 30 sẽ có tuổi thọ cao hơn nhiều so với các động cơ khác của Nga.

### Buồng lái
Do những hạn chế ngăn cản việc chụp ảnh buồng lái, NBC News Matt Bodner, nhà báo phương Tây đầu tiên có thể tận mắt nhìn thấy chiếc máy bay phản lực, đã cung cấp một bản xem trước mà không có ảnh góc nhìn thứ nhất. Theo Bodner, cách bố trí buồng lái giống hệt Su-57 với buồng lái bằng kính, hai màn hình LCD chính đa chức năng 38 cm (15 in) tương tự như cách bố trí của Su-35S. Buồng lái có màn hình HUD góc rộng (30° x 22°).

### Hệ thống điện tử
Hệ thống điện tử của Su-75 đều là kiến trúc mở và sử dụng hệ thống chẩn đoán "Matryoska" chủ yếu có sẵn trên thân. Theo Yuri Beliy, phòng thiết kế radar NIIP có kế hoạch phát triển một loại radar mảng pha quét điện tử chủ động (AESA) chi phí thấp cho loại máy bay này.

## Vũ khí
Giám đốc điều hành Rostec trong một cuộc phỏng vấn với Wall Street Journal cho biết máy bay chiến đấu Su-75 sẽ mang vũ khí không đối không và không đối đất nặng hơn 7 tấn.

## Biến thể
Một biến thể không người lái được cho là đang được phát triển; một biến thể hai chỗ ngồi có thể được phát triển nếu nhà sản xuất nhận được yêu cầu và một biến thể có cánh gập và móc hãm dùng để hoạt động trên tàu sân bay cũng đang được xem xét.

## Khách hàng tiềm năng
Rostec dự đoán Argentina, Ấn Độ, Việt Nam là những khách hàng chính, cũng như một số quốc gia châu Phi cũng có thể mua loại máy bay này. Người đứng đầu Rostec, ông Chemezov thì cho rằng, với khả năng tàng hình của Su-75 và được trang bị tốt, lý tưởng về hiệu suất chiến đấu và chi phí cho mỗi giờ bay. Tất cả những điều này khiến Su-75 trở thành một ưu đãi độc nhất trên thị trường vũ khí quốc tế.
Tổng giám đốc Công ty xuất nhập khẩu vũ khí Rosoboronexport Alexander Mikheev thì có cái nhìn thực tế hơn, khi đánh giá: Mặc dù Su-75 được khách hàng đánh giá cao, nhưng trước khi nhận đơn và bắt đầu công việc trước hợp đồng, Su-75 sẽ phải cất cánh và chuyển từ nguyên mẫu sang máy bay sản xuất loạt.
Theo tính toán ban đầu của Nga sẽ có ít nhất khoảng 11 quốc gia sẽ tỏ ra quan tâm đến sản phẩm mới nhưng tại triển lãm hàng không Dubai 2021, các đối tác tiềm năng chỉ đang tìm hiểu sản phẩm mới chứ chưa tỏ ra quan tâm như kỳ vọng vì nó mới chỉ ở dạng mô hình, chưa có chuyến bay thực tế nào để đánh giá cụ thể.

## Đặc điểm kỹ thuật
Dữ liệu từ Flight Global, Breaking Defense, Suciu, Lieser, Filseth
Đặc điểm chung
- Phi hành đoàn: 1 người (Đang phát triển thêm loại 2 người lái và không người lái).
- Chiều dài: 17.535 m - 17.818 m
- Sải cánh:   11.7 m - 11.9 m
- Chiều cao: 4.4 m - 4.7 m
- Diện tích cánh: 58.2 m2 - 66.9 m2
- Trọng lượng rỗng: 11.000 kg -11.750 kg
- Trọng lượng cất cánh: 17.790 kg- 18.000 kg
- Trọng lượng cất cánh tối đa: 20.000 kg - 24.240 kg
- Lượng dầu trong thân: 5.100 kg
- Kiểu động cơ: 1 ×  Động cơ tuốc bin phản lực cánh quạt NPO Saturn Izdeliye 30 (lực đẩy ước tính là 107,9 kN khô và 171,7 kN ở bộ đốt sau)

Tính năng hoạt động
- Tốc độ tối đa: Mach 1.8 - 2 (Khoảng 2.205 km/h).
- Tầm bay tối đa: 2,900 - 3,000 km.
- Trần bay: 12,000 m - 16,500 m.
- Lực đẩy/trọng lượng: 1.0:1.
- G giới hạn: 8 G
- Chiều dài đường băng cất cánh: 400–500 m.
- Tải trọng vũ khí mang bên ngoài: 7.400 kg

Hệ thống điện tử
- Sh-121: Hệ thống điện tử vô tuyến tích hợp đa chức năng (MIRES).
- Frontal X-band: Radar mảng pha quét điện tử chủ động (AESA).
- 101KS-V: Tìm kiếm và theo dõi bằng tia hồng ngoại.